# Lasowice (Tarnowskie Góry)
Lasowice (niem. Lassowitz, 1940–1945 Tarnowitz-Nord) – dzielnica Tarnowskich Gór położona we wschodniej części miasta.

## Układ przestrzenny

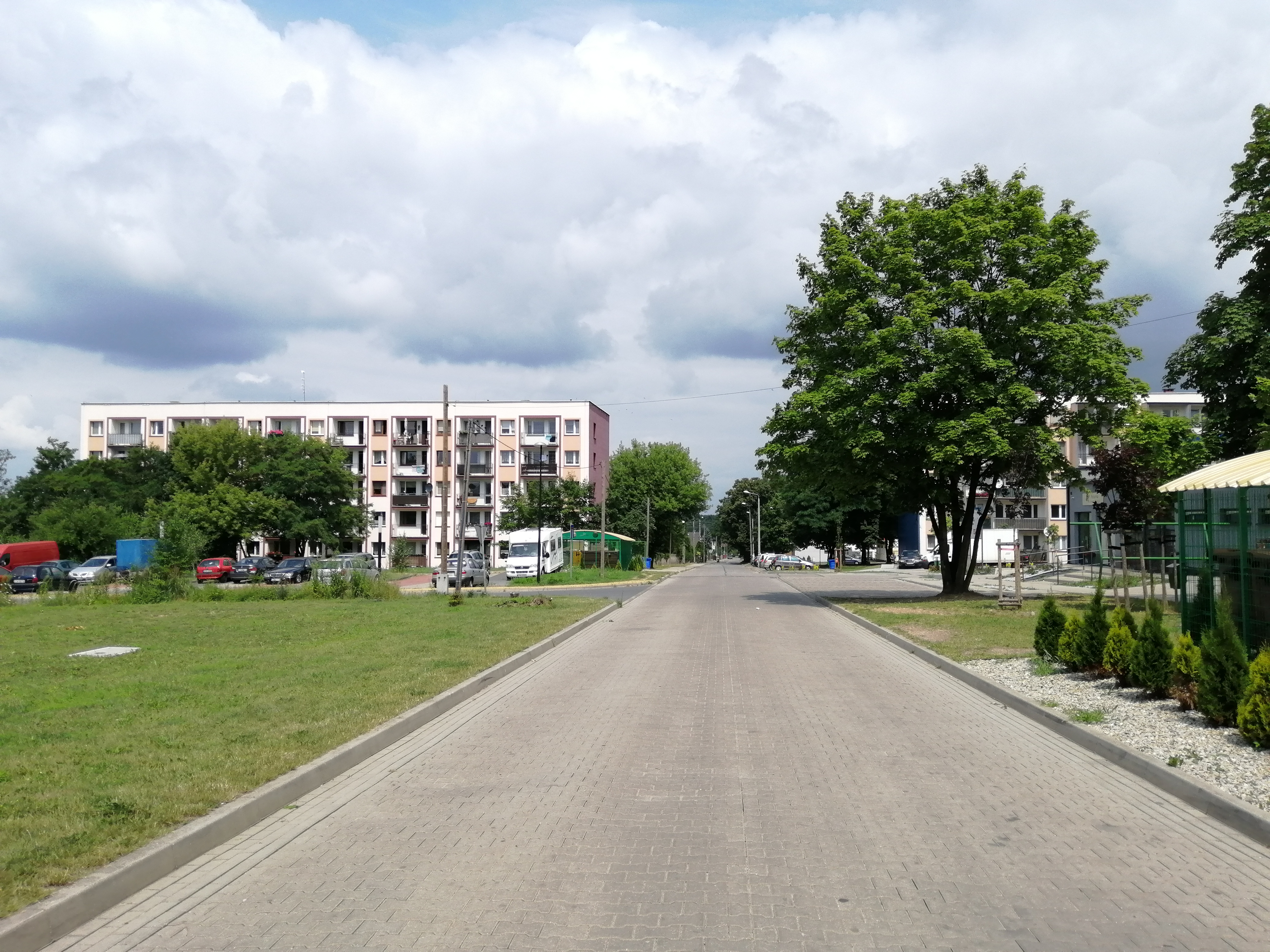
Osiedle Generała Andersa

Dzielnica obejmuje dawną wieś Lasowice z siedliskiem położonym na prawym brzegu Stoły, zabudowaną domami wielo- i jednorodzinnymi oraz:
- Płuczki (ich północna, większa część)[5][6] – dawna kolonia Tarnowskich Gór przy rozległych płuczkach rud i późniejszej hucie żelaza,
- Osiedle Lasowice – międzywojenna kolonia domów jedno- i wielorodzinnych, położona na lewym brzegu Stoły, budowana przez pracowników PKP w rejonie obecnych ulic: Korfantego, 3 Maja, Fabrycznej, Reymonta, św. Wojciecha i Mokrej, poszerzona później o ulicę Moniuszki[7],
- Osiedle Generała Andersa[5], Osiedle Górne[8] – powstałe w latach 70.-80. XX wieku spółdzielcze osiedle mieszkaniowe,
- Osiedle Marii Rozpłochowskiej[5], Osiedle Dolne[8] – w południowej części dzielnicy, przy ulicy o tej samej nazwie,
- Apartamenty Lasowice[9] – nowe, deweloperskie osiedle mieszkaniowe, powstałe na południe od Osiedla Generała Andersa.

Poza granicami administracyjnymi dzielnicy położone są miejscowości należące dawniej do Lasowic:
- Czarna Huta (niem. Hugohütte) – przemysłowa miejscowość z kolonią Lasowic przy dawnej celulozowni (późniejsze Zakłady Chemiczne „Tarnowskie Góry”)[10], znajdująca się obecnie w dzielnicy Sowice.
- Kolonia Lasowice (niem. Kolonie Lassowitz), będąca obecnie częścią dzielnicy Śródmieście-Centrum. Jest to pierwsza nieprzemysłowa kolonia Lasowic, obejmująca rejon ul. Starej, Kochanowskiego i przyległy odcinek ul. Nakielskiej[7].

Większą, północną część dzielnicy pokrywa kompleks Lasów Lublinieckich. Znajduje się tam również stacja rozrządowa Tarnowskie Góry.

## Nazwa
Walenty Roździeński w swoim poemacie Officina ferraria z 1612 roku wywodził nazwę ówczesnej osady: Lásowice od lásu (...), prezentując jej ówczesną ludową etymologię.
Również zdaniem niemieckiego geografa Heinricha Adamy’ego nazwa Lassowitz pochodzi od polskiego słowa las. Dla tarnogórskich Lasowic i wsi w powiecie oleskim podaje najstarszą nazwę miejscowości Lassowice, tłumacząc jej znaczenie w języku niemieckim jako „Walddorf” (pol. ‘leśna wieś’).

## Historia

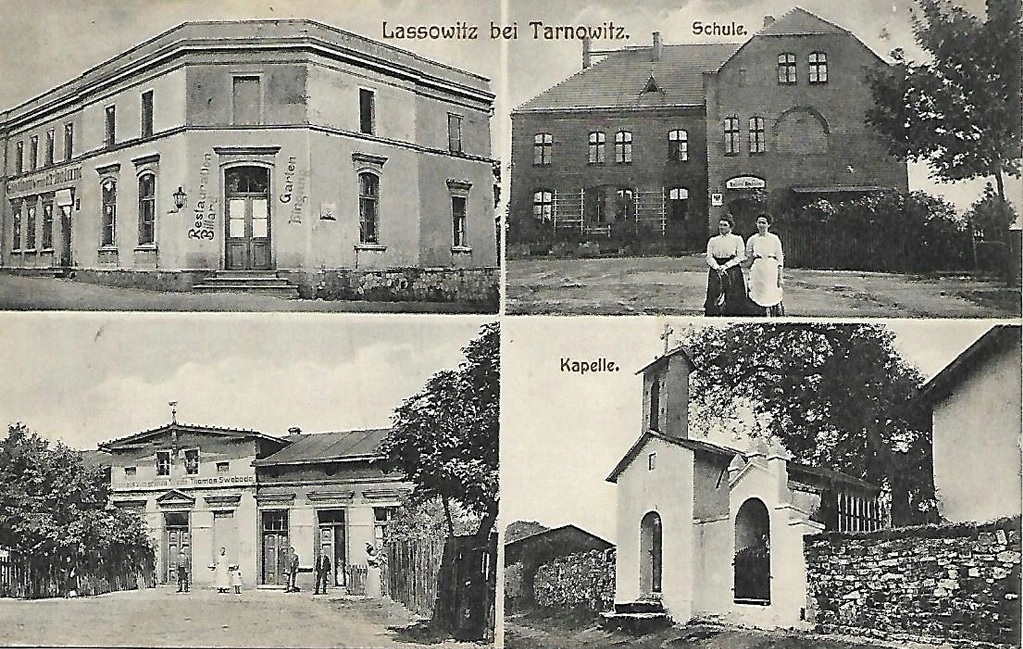
Lasowice koło Tarnowskich Gór (niem. Lassowitz bei Tarnowitz) na widokówce z ok. 1940 roku

Wsie Lasowice i Sowice wraz z rozległymi majątkami leśnymi od 1608 roku (według innych przekazów już w 1603 roku) były własnością miasta Tarnowskie Góry, które nabyło je od miejscowych szlachciców – Dreslera i Blachy. Były to dobra oddawane w dzierżawę, które w 1779 roku sprzedano za kwotę 11 620 talarów Erdmannowi von Larischowi celem pokrycia wydatków miasta.
Lasowice zostały włączone w granice miasta Tarnowskie Góry przez Niemców w 1940 roku, tworząc dzielnicę Tarnowitz-Nord. Na przełomie 1940 i 1941 roku utworzono w niej obóz zbiorczy początkowo przeznaczony dla ludności cywilnej, w tym żydowskiej. Od 1941 roku przetrzymywano w nim również radzieckich i brytyjskich jeńców wojennych z komand pracy podporządkowanych administracyjnie Stalagom VIII B (344) Lamsdorf oraz VIII D (VIII B) Teschen. Po wkroczeniu do miasta Armii Czerwonej i utworzeniu struktur administracji polskiej zorganizowano w Lasowicach obóz dla ludności powiatu tarnogórskiego, która miała zostać wysiedlona do Niemiec (I i II kategoria Volkslisty). 24 października 1945 roku Powiatowa Rada Narodowa w Tarnowskich Górach uchwaliła wniosek do Urzędu Wojewódzkiego Śląsko-Dąbrowskiego o zarządzenie likwidacji lasowickiego obozu.
Po wyzwoleniu spod okupacji niemieckiej Lasowice na kilka miesięcy znów zostały samodzielną gminą, by 1 grudnia 1945 roku ponownie stać się częścią Tarnowskich Gór.
W 2020 roku na terenie Lasowic przy ul. Polnej oddano do użytku strefę inwestycyjną o powierzchni 6,5 ha.

## Herb
W latach 2011–2015 dzielnica posiadała własny herb, nawiązujący do ludowej etymologii nazwy dzielnicy i miejscowości. Według statutu dzielnicy Lasowice, uchwalonego 16 marca 2011 roku przez Radę Miejską w Tarnowskich Górach były to:

(...) trzy świerki symbolizujące las, wrośnięte w ziemię. Ziemia i pnie drzew są barwy czarnej, korony drzew zielone. Tło tarczy godła jest niebieskie.

## Transport

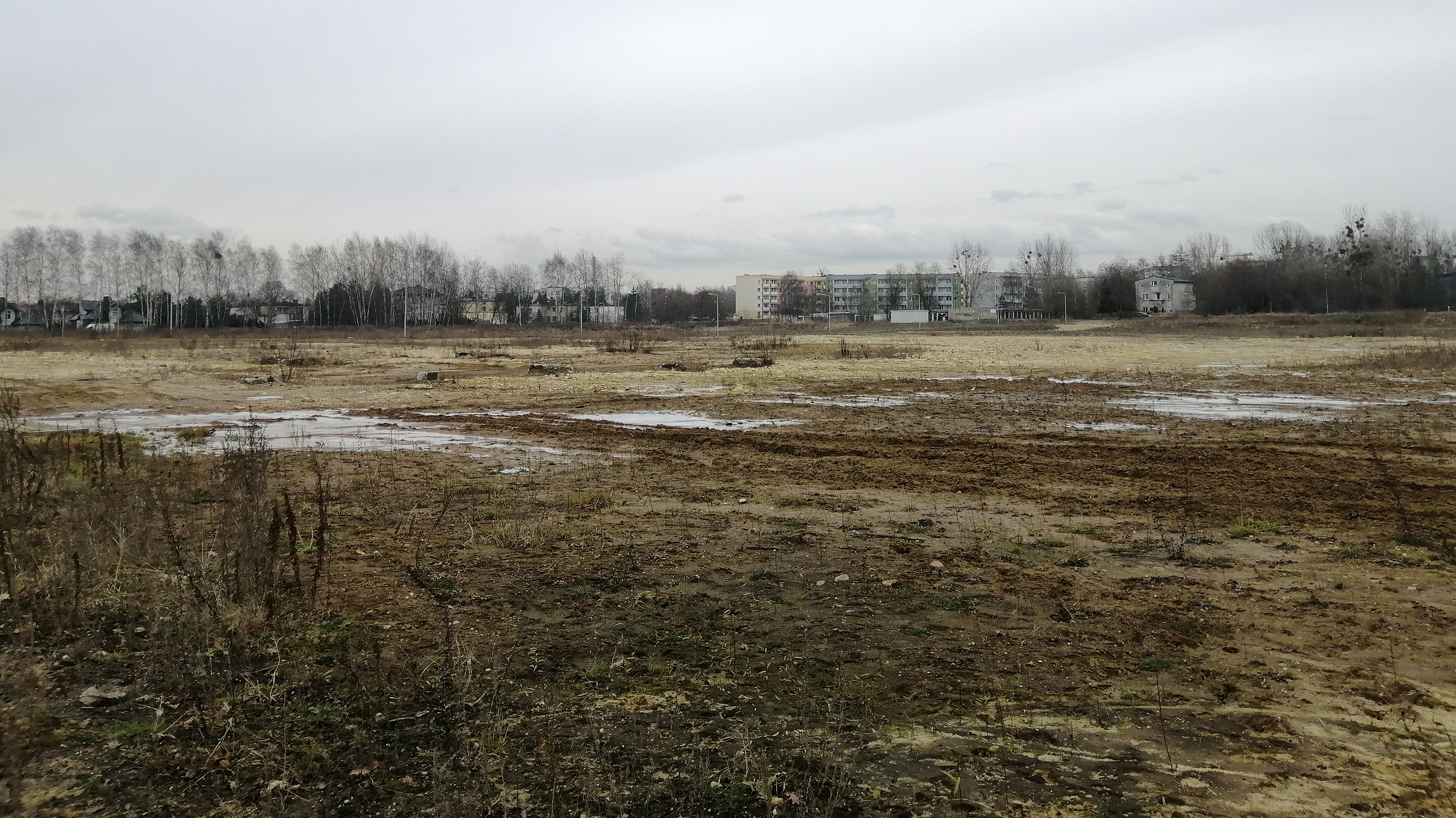
Strefa inwestycyjna przy ul. Polnej w Lasowicach

### Transport drogowy
Główną ulicą dzielnicy jest przebiegająca z zachodu w kierunku północno-wschodnim, prowadząca z centrum Tarnowskich Gór w stronę Miasteczka Śląskiego ulica Częstochowska. Krzyżuje ona m.in. z ulicami Fabryczną, Lasowicką i Moniuszki na Osiedlu Lasowice oraz ul. Leśną, która prowadzi w stronę Osiedla Generała Andersa. Dodatkowo wschodnim skrajem dzielnicy biegnie droga wojewódzka nr 908 (obwodnica Tarnowskich Gór), natomiast granicę Lasowic ze Śródmieściem-Centrum na południu wyznacza ulica Nakielska.

### Komunikacja miejska

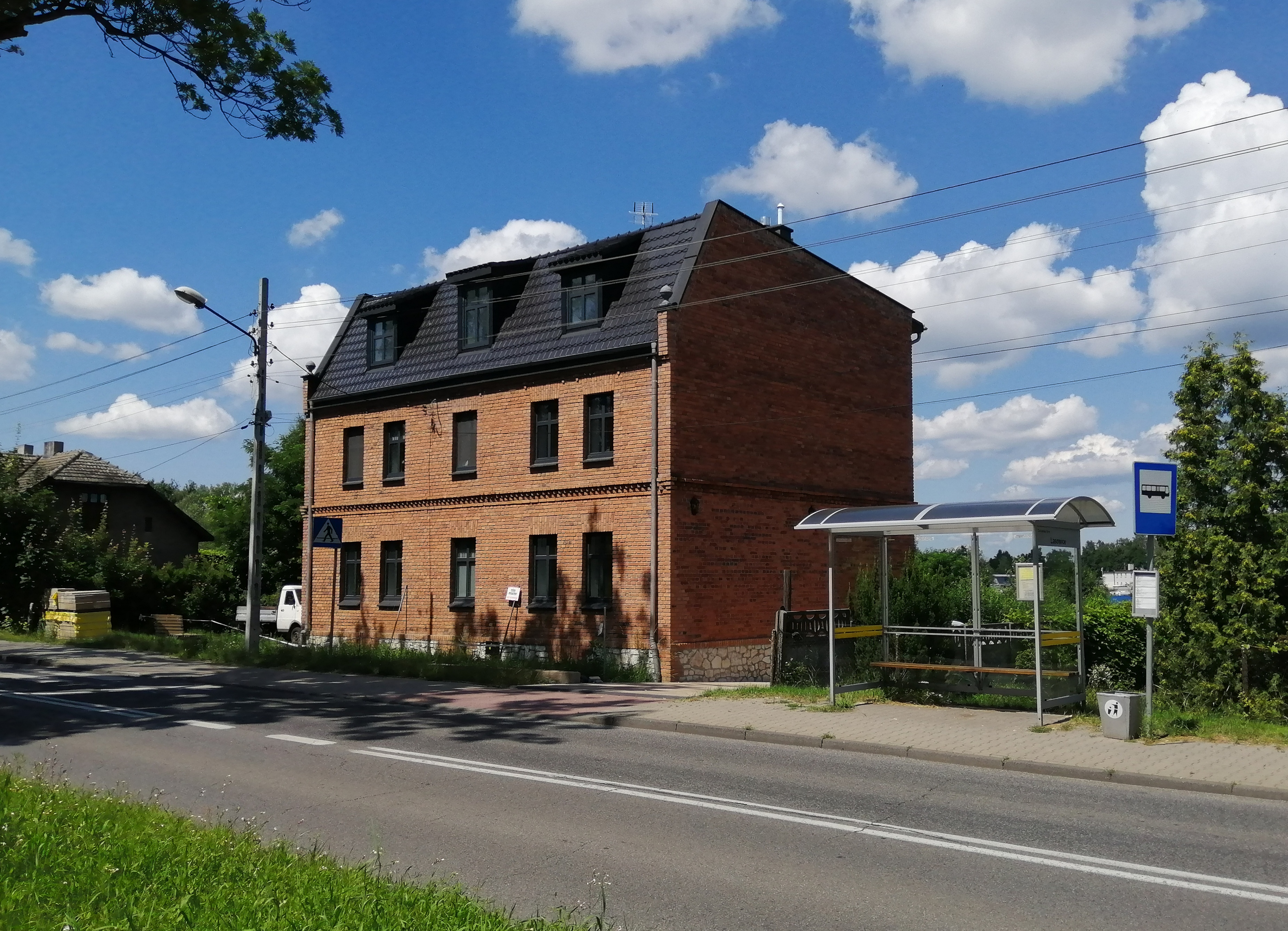
Przystanek autobusowy Lasowice przy ul. Częstochowskiej

Publiczny transport zbiorowy na terenie dzielnicy obejmuje przewozy autobusowe, których organizatorem od 1 stycznia 2019 jest Zarząd Transportu Metropolitalnego.
Według stanu ze stycznia 2024 przez Lasowice przejeżdżają i zatrzymują się autobusy kursujące na liniach:
- 87 (Tarnowskie Góry Dworzec – Żyglin Kościół),
- 145 (Tarnowskie Góry Dworzec – Bibiela Pętla),
- 151 (Miasteczko Śląskie Huta – Tarnowskie Góry Dworzec),
- 173 (Tarnowskie Góry Dworzec – Stroszek Kopalnia),
- 179 (Tarnowskie Góry Dworzec – Siedliska),
- 246 (Tarnowskie Góry Dworzec – Ożarowice Urząd Gminy),
- 614 i 615 (Rybna Lotników – Miasteczko Śląskie Osiedle),
- 646 (Tarnowskie Góry Dworzec – Orzech Kolejowa),
- 745 (Tarnowskie Góry Dworzec – Lasowice Andersa – Tarnowskie Góry Dworzec),
- 780 (Szarlej Kaufland – Stare Tarnowice GCR).

Na terenie dzielnicy znajdują się przystanki: Lasowice Częstochowska, Lasowice, Lasowice Osiedle, Lasowice Leśna, Lasowice Andersa i Lasowice Osiedle Rozpłochowskiej oraz przystanki na żądanie Lasowice Strzelnica i Lasowice Zalew.